# Akudo Sabi
Akudo Sabi (17 de novembro de 1986) é uma ex-futebolista nigeriana que atuava como defensora.

## Carreira
Akudo Sabi integrou o elenco da Seleção Nigeriana de Futebol Feminino, nas Olimpíadas de 2004. 